# Camaçari
Camaçari est une ville brésilienne du littoral nord de l'État de Bahia.

## Géographie
Camaçari se situe par une latitude de 12° 41' 52" sud et par une longitude de 38° 19' 26" ouest, à une altitude de 36 mètres.
Sa population était de 281 413 habitants au recensement de 2014. La municipalité s'étend sur 760 km2.
Elle fait partie de la microrégion de Salvador, dans la mésorégion métropolitaine de Salvador.

## Économie

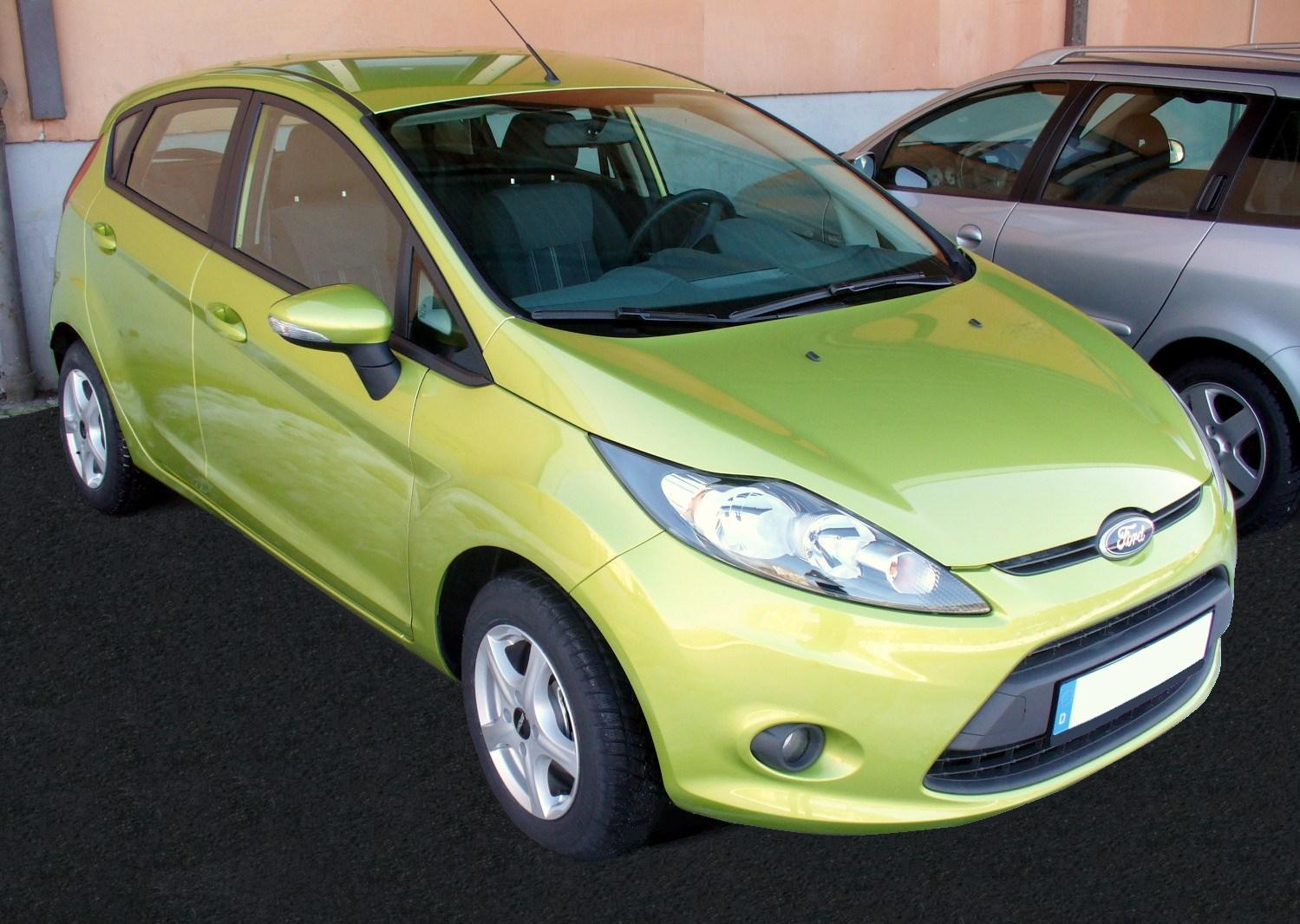
La Ford Fiesta, assemblée à Camaçari.

La ville compte une usine de fabrication de pneumatiques du groupe allemand Continental AG et une usine d'assemblage du groupe américain Ford, fermée en mai 2021.